# Крохарт (Вајоминг)
Крохарт (енгл. Crowheart) насељено је место без административног статуса у америчкој савезној држави Вајоминг.

## Демографија
По попису из 2010. године број становника је 141, што је 22 (-13,5%) становника мање него 2000. године.
| Група             | 2000.      | 2010.      |
| Белци             | 78 (47,9%) | 70 (49,6%) |
| Афроамериканци    | 0 (0,0%)   | 0 (0,0%)   |
| Азијати           | 0 (0,0%)   | 0 (0,0%)   |
| Хиспаноамериканци | 5 (3,1%)   | 6 (4,3%)   |
| Укупно            | 163        | 141        |